# Сантос, Матиас
Мати́ас Хоаки́н Са́нтос Аросте́ги (исп. Matías Joaquín Santos Arostegui; род. 11 марта 1994, Монтевидео) — уругвайский футболист, полузащитник клуба «Колон» из Монтевидео.

## Биография
Сантос — воспитанник клуба «Монтевидео Уондерерс» из своего родного города. 16 сентября 2012 года в матче «Данубио» он дебютировал в уругвайской Примере. В этом же поединке он забил свой первый гол. В 2013 году Матиас помог команде завоевать серебряные медали уругвайского первенства. 11 марта 2015 года в своём дебютном международном матче Кубка Либертадорес против чилийского «Палестино» он забил гол, который стал единственным в поединке. В 2017 году Сантос перешёл в мексиканский «Веракрус». 13 сентября в поединке Кубка Мексики против «Алебрихес де Оахака» он дебютировал за новую команду. В начале 2018 года Матиас перешёл в колумбийский «Депортиво Пасто», но так и не дебютировал за новый клуб.
Летом 2018 года Сантос вернулся на родину в «Дефенсор Спортинг». В матче против столичного «Феникса» он дебютировал за новую команду. 26 августа в матче против «Насьоналя» Матиас забил свой первый гол за «Дефенсор Спортинг».